# Röderaue und Teiche unterhalb Großenhain
Röderaue und Teiche unterhalb Großenhain este o arie protejată (arie specială de conservare — SAC, sit de importanță comunitară — SCI) din Germania întinsă pe o suprafață de 2.126 ha, integral pe uscat.

## Localizare
Centrul sitului Röderaue und Teiche unterhalb Großenhain este situat la coordonatele 51°21′45″N 13°28′42″E / 51.3625°N 13.4783°E.

## Înființare
Situl Röderaue und Teiche unterhalb Großenhain a fost declarat sit de importanță comunitară în iunie 2002 pentru a proteja 11 specii de animale. Situl a fost protejat și ca arie specială de conservare în aprilie 2011.

## Biodiversitate
Situată în ecoregiunea continentală, aria protejată conține 7 habitate naturale: Lacuri eutrofice naturale cu vegetație de tip Magnopotamion sau Hydrocharition, Cursuri de apă de la nivel de câmpie la nivel montan, cu vegetație Ranunculion fluitantis și Callitricho-Batrachion, Pajiști aluvionare inundabile, de Cnidion dubii, Fânețe de joasă altitudine (Alopecurus pratensis, Sanguisorba officinalis), Păduri de fag Luzulo-Fagetum, Păduri de stejar sau de stejar și carpen sub-atlantice și medio-europene de Carpinion betuli, Păduri aluvionare cu Alnus glutinosa și Fraxinus excelsior (Alno-Padion, Alnion incanae, Salicion albae).
La baza desemnării sitului se află mai multe specii protejate:
- amfibieni (1): buhai de baltă cu burta roșie (Bombina bombina)
- mamifere (5): liliac cârn (Barbastella barbastellus), castor (Castor fiber), vidră de râu (Lutra lutra), liliac de iaz (Myotis dasycneme), liliac comun (Myotis myotis)
- nevertebrate (4): phengaris nausithous (Maculinea nausithous), Ophiogomphus cecilia, Osmoderma eremita, Vertigo angustior
- pești (1): boarță (Rhodeus sericeus amarus)